# Лонге, Жерар
Жерар Лонге (фр. Gérard Longuet; род. 24 февраля 1946, Нейи-сюр-Сен) — французский государственный и политический деятель. Министр обороны Франции с 27 февраля 2011 по 10 мая 2012 года в кабинете Франсуа Фийона.

## Биография
Жерар Лонге, сын Жака Лонге. Изучал право в Лицее Генриха IV в Париже.
В молодости был членом экстремистской группировки Occident, имевшей ультраправую, антикоммунистическую и ксенофобскую направленность. В 1967 году был одним из зачинщиков похода против крайне левых студентов Руанского университета. В результате Жерар Лонге был арестован 12 июля 1967 года и оштрафован на 1000 франков по обвинению в соучастии в «преднамеренном применении вооруженного насилия», наряду с двенадцатью другими активистами крайне правых, в том числе Аленом Мадленом, Аленом Робером и Патриком Деведжяном. Помилован в июне 1968 года.

## Руководящая работа

### Правительственные функции
- 20 марта 1986 — 19 августа 1986 — государственный секретарь министра промышленности, почты и телекоммуникаций и туризма, ответственный за почту и телекоммуникации
- 19 августа 1986 — 10 мая 1988 — министр-делегат при министре промышленности, почты и телекоммуникаций и туризма, ответственных за почту и телекоммуникации
- 30 марта 1993 — 17 октября 1994 — министр промышленности, почты и телекоммуникаций и внешней торговли
- 27 февраля 2011 — 10 мая 2012 — министр обороны и по делам ветеранов

### Мандаты и парламентские функции
- 3 апреля 1978 — 22 мая 1981 — член Первого департамента Мёз
- 24 июля 1984 — 19 марта 1986 — депутат Европейского парламента (назначен правительством)
- 2 апреля 1986 — 2 апреля 1986 — Член Мёз (избран по пропорциональной системе по отделам, назначенный правительством)
- 23 июня 1988 — 1 -го мая 1993 — член парламента в первом районе Мёз
- 1 -го октября 2001 — 27 марта 2011 — Сенатор Мёз
- 7 июля 2009 — 7 марта 2011 — президент группы Союз за народное движение в Сенате

### Местное мандатство
- 1979—1992 — Генеральный консул Мёз, избранный в поселке Seuil-d’Argonne
- 1982—1986 — вице-президент Генерального совета Мёз
- 1983 — избран советником Бар-ле-Дюк
- 1992—2004 — председатель регионального совета Лотарингии
- 1998—2001 — Генеральный консул Мёз, избранный в кантоне Fresnes-en-Woëvre
- 2004—2004 — президент ассоциации регионов Франции
- 2004—2010 — региональный советник Лотарингии

### Политические функции
- 1978—1981 — член Политбюро от Республиканской партии
- 1982—1986 — Казначей Республиканской партии
- 1986—1990 — Генеральный секретарь Республиканской партии
- 1988—1989 — национальный делегат отвечает за связь техники и новых технологий, СФД
- 1990—1995 — председатель Республиканской партии
- 1990—1998 — член Политбюро ОДС (вице-президент)
- 1998 — вице-президент Новой СФД
- 2002 — член Политбюро от СНД
- 2005—2007 — политический советник президента СНД.